# Escola concertada

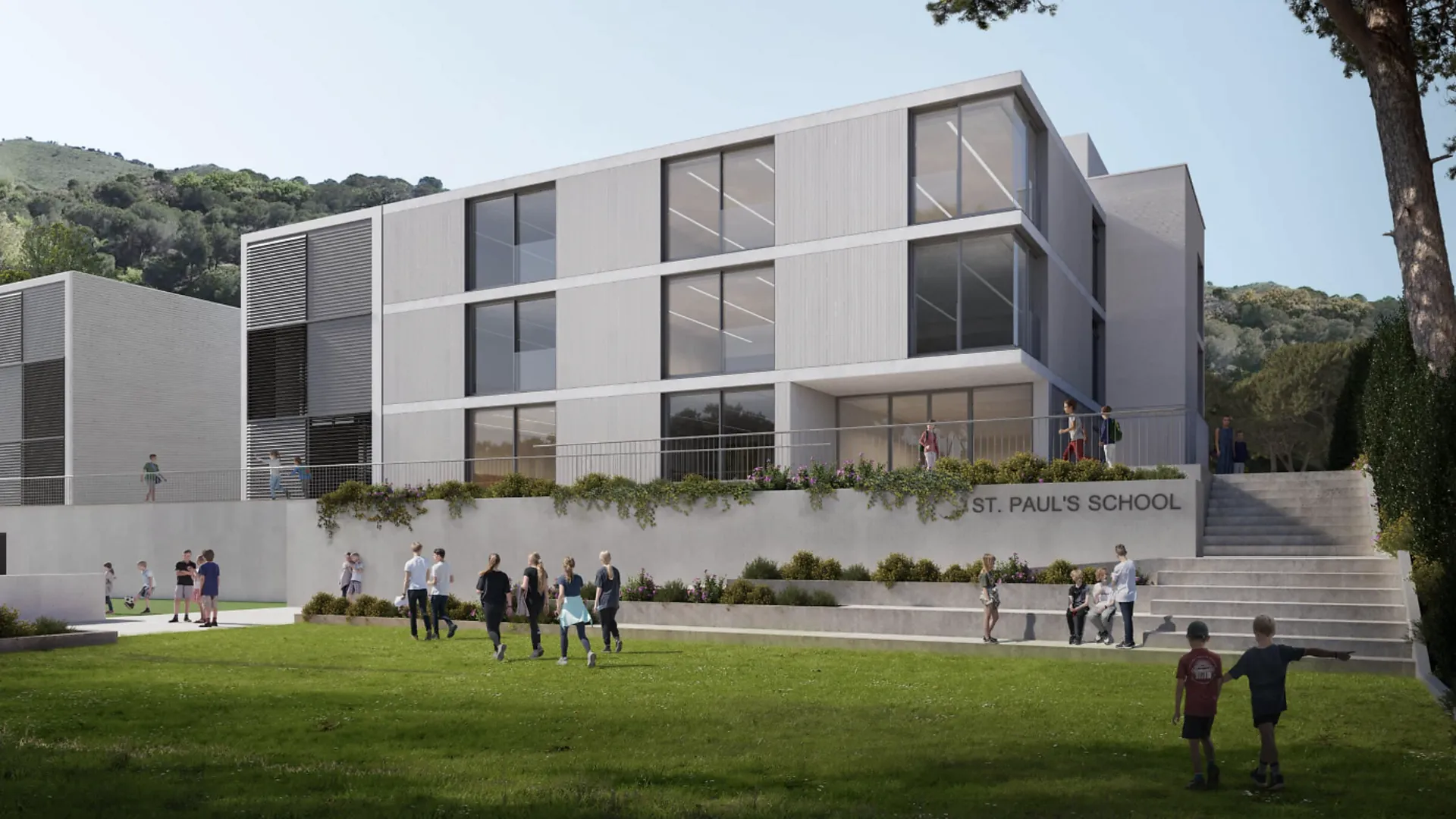
Escola St. Paul's School, l'escola concertada més cara de Catalunya.

Les escoles concertades són centres educatius que es troben a mig camí entre l’escola pública i la privada. Tot i que són de titularitat privada, reben finançament públic per impartir l’ensenyament obligatori. Aquest model es va establir a Espanya amb la Llei Orgànica del Dret a l’Educació (LODE) l’any 1985, amb l’objectiu d’assegurar l’accés universal a l’educació obligatòria, en un moment en què l’administració pública no disposava de prou escoles pròpies per fer front a la demanda educativa, especialment als barris que creixien de manera accelerada.
Les escoles concertades funcionen a través d’un conveni, o concert, amb l’administració educativa, pel qual reben una aportació econòmica per cobrir les despeses del personal docent i part del manteniment del centre. A canvi d’aquest finançament públic, estan obligades a oferir l’ensenyament obligatori de manera gratuïta i a seguir la normativa curricular i administrativa establerta per l’Estat o la comunitat autònoma corresponent. Tot i això, moltes d’aquestes escoles apliquen quotes “voluntàries” a les famílies, amb l’excusa de finançar serveis complementaris com activitats extraescolars, sortides, serveis d'acollida o millores de l’equipament. Aquesta pràctica ha estat àmpliament criticada perquè, en la pràctica, suposa un cost afegit que pot limitar l’accés real a l’escola per a famílies amb menys recursos.
Les escoles concertades continuen sent gestionades per entitats privades, com ara ordres religioses, fundacions, cooperatives o empreses educatives. Tot i aquesta gestió privada, estan subjectes a un cert control per part de l’administració pública, especialment en matèria de personal docent, currículum i procés d’admissió de l’alumnat.
Pel que fa a la matrícula, les escoles concertades han d’aplicar els mateixos criteris d’admissió que les públiques, garantint la igualtat d’oportunitats. En teoria, no poden seleccionar l’alumnat per motius econòmics, ideològics, religiosos o d’origen social. Malgrat això, diversos estudis han posat en evidència que, a la pràctica, hi ha una segregació més elevada en molts centres concertats, especialment en barris amb una forta presència de població vulnerable.

## Cost

### Cost per a l'administració
Per a l'administració el cost d'una plaça concertada és inferior al d'una plaça pública. El sindicat Unión Sindical Obrera (USO) va denunciar el 2012 que una plaça pública costa 7.000 euros mentre que una plaça concertada en costa 3.000. La Confederació Espanyola de Centres d'Ensenyament (CECE) va apuntar el 2011 que a l'Estat "el cost mitjà d'una plaça escolar és de 2.771 euros per alumne a l'escola concertada enfront dels 6.567 euros de la pública" mentre que a Catalunya la plaça concertada costava 3.114 euros i la pública 7.056. Amb motiu de la crisi econòmica i les dificultats de l'administració per afrontar els pagaments el 2012 els principals sindicats i organitzacions de centres educatius concertats de l'estat espanyol van emetre un comunicat conjunt alertant que les retallades, els impagaments i la caiguda de la natalitat les situava "al caire de la fallida".
Sense posar en dubte les xifres oficials, sí que hi ha opinions divergents pel que fa a la seva interpretació. Un informe d'Izquierda Unida amb dades del 2011, que reconeixia treballar amb algunes "estimacions" i que no separava entre les escoles concertades i les privades, apuntà que tenint en compte la ràtio d'alumnes (21,3 alumnes a les públiques i 22,6 a les concertades-privades), el sou dels professors (els de la concertada-privada cobren 5.808 euros menys) i les adaptacions curriculars (13,4% als públics, 6,1% als concertats i 0,3% als privats) el cost per alumne era en ambdós casos de 4.185 euros. Les crítiques als concerts educatius provenen dels qui consideren que suprimint-los s'enfortiria l'educació pública, s'oposen a que les escoles amb un ideari cristià rebin ajudes públiques, rebutgen el model d'educació diferenciada o consideren que només haurien de rebre el concert els qui no s'ho puguin pagar.
Les crítiques de diversos sectors van enfocades al fet que la Generalitat de Catalunya subvencionés escoles concertades en les que els progenitors ja pagaven una quota mensual. El curs 2015/2016, diverses escoles concertades de Catalunya van rebre subvencions públiques de la Generalitat superiors a 1,2 M d'euros: Sant Ignasi - Jesuïtes de Sarrià (6.111.938,59 €), Saint Paul's (1.650.217,28 €), Teresianes de Ganduxer (2.475.325,92 €), Escola Sil (1.574.280,28 €) o Escola Súnion (1.214.992 €). Una situació similar ja s'havia donat l'any 2011. El sindicat USTEC-STEs va denunciar aquesta situació el davant el Tribunal Superior de Justícia de Catalunya, interposant un recurs contenciós administratiu, demanda que no va ser admesa a tràmit. El 2001, fins i tot, les diferents organitzacions dins del Marc Unitari de la Comunitat Educativa (MUNCE) van convocar una concentració davant del Parlament de Catalunya el dia que la consellera d'Ensenyament Carme-Laura Gil donava explicacions sobre la política de concerts educatius.

### Cost per als pares
Tots els partits amb representació al Parlament de Catalunya, a excepció de la CUP, afirmaren que l'escola concertada està infrafinançada. Les escoles concertades cobren unes quotes voluntàries als pares perquè consideren insuficients els diners rebuts de les administracions. En aquest sentit l'exconseller d'Educació Ernest Maragall i Mira va reconèixer que "les quotes són tant voluntàries com imprescindibles". D'aquesta manera, els concerts educatius suposen un estalvi per les arques públiques que assumeixen parcialment els pares dels alumnes. L'any 2000 a l'estat espanyol la subvenció mitjana per plaça escolar concertada representava un 59,3% de la despesa directa per estudiant escolaritzat en un centre públic. Sumant les aportacions privades dels pares, que representaven un 7,3% del cost d'una plaça pública, el cost total d'una plaça escolar concertada suposava un 66,6% del cost directe d'una plaça pública. En el cas dels centres privats no concertats aquest percentatge era del 69,1%.

## Casos

### El cas deCatalunya
Catalunya és una de les comunitats autònomes amb un pes més important de l’escola concertada dins del sistema educatiu. Aproximadament el 40% de l’alumnat cursa l’educació obligatòria en centres concertats, una proporció molt superior a la mitjana europea. A més, moltes d’aquestes escoles tenen una orientació religiosa, sobretot catòlica, i són gestionades per congregacions amb una llarga tradició educativa.
El Departament d’Educació de la Generalitat regula i supervisa el funcionament d’aquests centres, i ha impulsat diverses iniciatives per reduir les desigualtats d’accés i millorar l’equitat entre els diferents tipus de centres. Una de les mesures més destacades en els darrers anys ha estat el Pacte contra la Segregació Escolar, signat el 2019, que vol combatre la concentració d’alumnat vulnerable en determinats centres, tant públics com concertats. A través d’aquest pacte, les escoles concertades han de reservar places per a alumnat amb necessitats educatives específiques, i reben compensacions econòmiques per fer-ho possible.
D’altra banda, des de l’administració s’ha començat a qüestionar el cobrament de quotes per part dels centres concertats. El govern català ha afirmat en diverses ocasions que vol garantir la “gratuïtat real” dels estudis obligatoris, també en la xarxa concertada, per evitar que es consolidi una doble xarxa escolar basada en la capacitat econòmica de les famílies.

### Debat i controvèrsia
Les escoles concertades són objecte de debat constant dins del món educatiu i polític. Els defensors d’aquest model argumenten que contribueix a diversificar l’oferta educativa i que garanteix la llibertat de les famílies per escollir el projecte educatiu que més s’ajusta als seus valors. A més, sovint destaquen els bons resultats acadèmics obtinguts en molts centres concertats i la seva capacitat per gestionar recursos de manera eficient.
En canvi, els crítics consideren que el model concertat afavoreix la segregació escolar i perpetua les desigualtats socials, ja que les escoles concertades acullen, en proporció, menys alumnat vulnerable que les públiques. També denuncien que el cobrament de quotes encobertes vulnera el principi de gratuïtat de l’ensenyament obligatori i que caldria avançar cap a un sistema totalment públic i integrat.
A Catalunya, aquest debat es fa especialment intens, atesa la importància històrica i quantitativa del sector concertat. La convivència entre els dos models, públic i concertat, continua sent una realitat complexa que requereix mesures polítiques decidides per garantir l’equitat i la cohesió social dins del sistema educatiu.